# (523793) 2015 OV79
(523793) 2015 OV79 est un objet transneptunien, classé comme cubewano et une planète naine potentielle.